# Глуховка (Казахстан)
Глухо́вка (каз. Глуховка) — село у складі Бескарагайського району Абайської області Казахстану. Адміністративний центр Глуховського сільського округу.
Населення — 1247 осіб (2021; 1300 у 2009, 1400 у 1999, 1428 у 1989).
Національний склад станом на 1989 рік:
- росіяни — 50 %
- казахи — 39 %